# Fight for This Love
Fight for This Love è il primo singolo da solista della cantante britannica Cheryl, già componente delle Girls Aloud.
Il singolo è stato pubblicato il 16 ottobre 2009 in Irlanda e il 19 ottobre in Regno Unito dalla Fascination e il brano è stato scritto da Wayne Wilkins, Steve Kipner e Andre Merritt.
Il brano ha riscosso un ottimo successo commerciale raggiungendo la vetta delle classifiche irlandesi e britanniche e ha raggiunto buone posizioni nelle classifiche di diversi paesi europei. Le vendite del singolo nel Regno Unito ammontano a più di 878.000. Per promuovere la canzone è stato girato e diffuso un video musicale diretto dal regista norvegese Ray Kay.

## Video
Il video musicale di Fight for this Love, diretto da Ray Kay, è privo di una trama precisa.

## Tracce e formati
Digital download
1. Fight for This Love (main) — 3:46

CD single
1. Fight for This Love (main) — 3:46
2. Didn't I (Cheryl, Klaus Derendorf, Andrea Remanda; produced by Klaus D) — 3:45[14]

Download bundle
1. Fight for This Love (main) — 3:46
2. Fight for This Love (Cahill Club Mix) — 6:27
3. Fight for This Love (Crazy Cousinz Club Mix) — 5:42
4. Fight for This Love (Sunship Old Skool UK Garage Remix) — 5:01
5. Fight for This Love (Moto Blanco Radio Edit) — 3:42
6. Fight for This Love (Crazy Cousinz Radio Edit) — 4:00

Official versions
- Fight for This Love (Moto Blanco Club Mix) — 7:26
- Fight for This Love (Cahill Club Mix) — 6:26
- Fight for This Love (Crazy Cousinz Club Mix) — 5:42
- Fight for This Love (Sunship Old School UK Garage Mix) — 5:01
- Fight for This Love (Moto Blanco Dub) — 6:25
- Fight for This Love (Moto Blanco Edit) — 3:42
- Fight for This Love (Cahill Radio Edit) — 3:42
- Fight for This Love (Crazy Cousinz Radio Edit) — 3:58
- Fight for This Love (Sunship Old School UK Garage Edit) — 3:41
- Fight for This Love (Original Album Version) — 3:44

Promo - CD-Single (Fascination / Polydor - (UMG)
1. Fight for This Love - 3:51

### Classifica italiana
| Posizione | 20 | 6 | 7 | 7 | 5 | 6 | 7 | 7 | 8 | 11 | 10 |

## Classifiche
| Classifica (2009/2010) | Posizione massima |
| ---------------------- | ----------------- |
| Australia              | 12                |
| Austria                | 4                 |
| Belgio (Fiandre)       | 13                |
| Belgio (Vallonia)      | 7                 |
| Danimarca              | 1                 |
| Europa                 | 3                 |
| Francia                | 7                 |
| Germania               | 4                 |
| Irlanda                | 1                 |
| Italia                 | 5                 |
| Norvegia               | 1                 |
| Paesi Bassi            | 5                 |
| Regno Unito            | 1                 |
| Repubblica Ceca        | 8                 |
| Russia                 | 6                 |
| Slovacchia             | 8                 |
| Spagna                 | 12                |
| Svezia                 | 2                 |
| Svizzera               | 3                 |
| Ungheria               | 1                 |